# Microtritia simplex
Microtritia simplex är en kvalsterart som först beskrevs av Arthur P. Jacot 1930.  Microtritia simplex ingår i släktet Microtritia och familjen Euphthiracaridae. Inga underarter finns listade i Catalogue of Life.